# Бартоломе Арсанс де Орсуа-и-Вела
Бартоломе де Арсанс Орсуа-и-Вела (исп. Bartolomé de Arzans Orzúa y Vela) (1676—1736) — боливийский историк.

## Биография
Бартоломе де Арсанс Орсуа-и-Вела — уроженец Потоси, сын Матео де Арсанса Дапифера (Mateo Arzáns Dapífer) и Марии Хорданы де Кастро (María Jordana de Castro). Он смолоду начал писать свою знаменитую Историю имперского города Потоси (Historia de la villa imperial de Potosí), но этот труд был прерван лишь его смертью, а затем продолжен его сыном, дописавшим последние главы. Черновой вариант этого сочинения находится в Анналах имперского города Потоси. Текст широко использовался исследователями XIX — XX веков. Первое полное издание вышло лишь в 1965 году.
Как и произведения Инки Гарсиласо де ла Вега, Антонио де ла Каланча и Хуана Эусебио Ньеремберга, — тех, кого он упоминает в тексте, История выделяется исторической достоверностью и литературным вкусом, ввиду того, что он хорошо соединил повествовательные методы и включил в свой текст легенды, чудеса, мифы и местные верования индейцев. Это соотношение между историческим и литературным раскрывает, с другой стороны, значение бывшего величия города Потоси, в своё время крупнейшего города мира по количеству жителей, и необходимость объединить в одно целое миф, как часто встречающееся средство в латиноамериканской литературе. Его можно считать также предшественником Перуанских Традиций, принадлежащих перу Рикардо Пальма.

## Произведения
Оставил ценный труд по обычаям индейцев Нижнего и Верхнего Перу (современной Боливии), Аргентины и Парагвая:
- El mundo desde Potosí : vida y reflexiones de Bartolomé Arzans de Orsúa y Vela